# André Carson
Pour les articles homonymes, voir Carson.
André D. Carson, né le 16 octobre 1974 à Indianapolis, est un homme politique américain. Membre du Parti démocrate, il est élu du septième district congressionnel de l'Indiana, couvrant notamment le centre-ville d'Indianapolis, à la Chambre des représentants des États-Unis, depuis 2008. Avec Rashida Tlaib et Ilhan Omar, Carson est l'un des trois musulmans actuellement membres du Congrès.

## Biographie

### Carrière politique
D'octobre 2007 à mars 2008, André Carson représente le quinzième district au conseil municipal d'Indianapolis.

#### Chambre des représentants des États-Unis
À la suite du décès de sa grand-mère Julia, André Carson décide de se porter candidat à la succession de son aïeule à la Chambre des représentants des États-Unis. Le 12 janvier 2008, il remporte l'investiture démocrate. Lors de l'élection partielle du 11 mars 2008, Carson est élu en battant le républicain Jon Elrod (en).

### Vie privée
Il s'est converti à l'islam en 1998.

## Historique électoral

### Chambre des représentants
| Année | André Carson | Républicain | Libertarien |
| ----- | ------------ | ----------- | ----------- |
| Année |              |             |             |
| 2008  | 54,0 %       | 43,1 %      | 2,9 %       |
| 2010  | 58,9 %       | 37,8 %      | 3,3 %       |
| 2012  | 62,9 %       | 37,1 %      | —           |
| 2014  | 54,7 %       | 41,8 %      | 3,5 %       |
| 2016  | 60,0 %       | 35,7 %      | 4,3 %       |
| 2018  | 64,9 %       | 35,1 %      | —           |
| 2020  | 62,4 %       | 37,6 %      | —           |
| 2022  | 66,9 %       | 30,6 %      | 2,4 %       |
| 2024  | 68,3 %       | 29,0 %      | 2,7 %       |